# Anelete

Aneletes como cargas regulares (não como uma diferença). Gules, três aneletes em uma pila Argento

Em heráldica, um anelete (isto é, "pequeno anel") é uma carga.  Ele deve aludir ao costume dos prelados de receberem sua investidura per baculum et annulum ('por autoridade e anel'), e pode também ser descrito como um roundel que foi "anulado" (isto é, com seu centro eliminado).  Na heráldica inglesa e canadense ele deve ser usado como uma marca de diferença de um quinto filho.